# Body Love (album)
Cet article concerne l'album de Klaus Schulze. Pour le film de Lasse Braun, voir Body Love.
Albums de Klaus Schulze
Moondawn
(1976) Mirage
(1977)
Body Love est le septième album de Klaus Schulze, sorti en 1977. C'est la bande originale du film pornographique de même nom de Lasse Braun.
Lasse Braun avait utilisé Timewind et Moondawn comme musique d'ambiance pendant le tournage des séquences. Au montage, il a essayé d'utiliser la musique d'autres groupes pop, mais cela n'a pas fonctionné, car les acteurs étaient dans le rythme des albums de Klaus Schulze. Il a donc fait contacter Klaus Schulze par Manfred Menz pour lui proposer de faire une composition originale. Klaus Schulze pensait initialement refuser, mais après avoir regardé le film, constaté qu'il était de qualité, et surtout qu'il ne comportait pas beaucoup de dialogues et que l'on pouvait donc laisser la musique s'écouler, a accepté.
Un second album, Body Love II, comporte des ajouts à la bande originale du film.

## Titres
Tous les morceaux sont composées par Klaus Schulze.
| No | Titre       | Note                   | Durée |
| -- | ----------- | ---------------------- | ----- |
| 1. | Stardancer  |                        | 13:38 |
| 2. | Blanche     |                        | 11:44 |
| 3. | P.T.O.      |                        | 27:12 |
| 4. | Lasse Braun | bonus sur la réédition | 22:26 |

## Musiciens
- Klaus Schulze : synthétiseurs
- Harald Grosskopf : batterie